# Histoire de l'United States Air Force

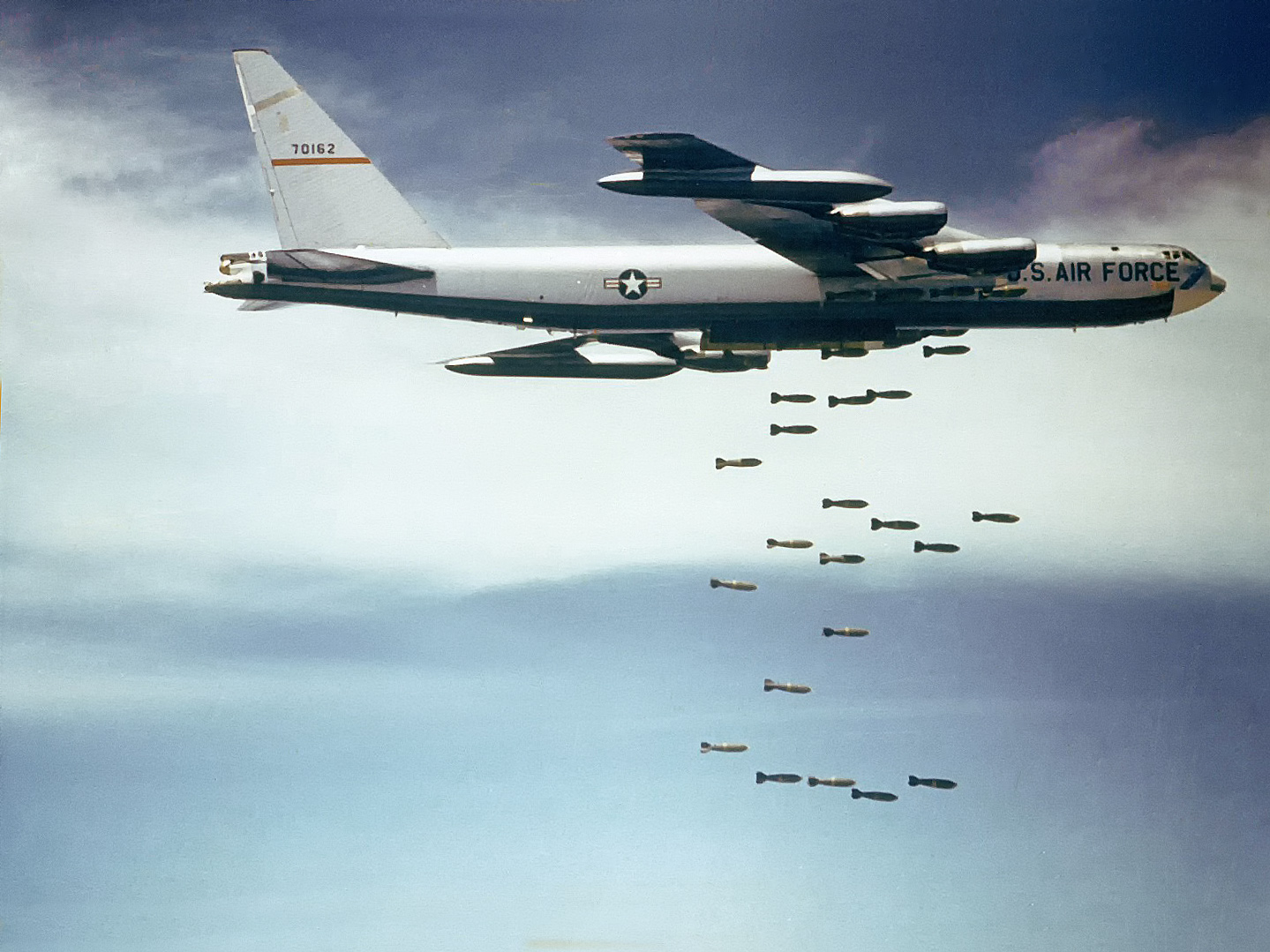
Un Boeing B-52 Stratofortress durant un bombardement, au début de la guerre du Viêt Nam. Cet octoréacteur, l'une des figures mythiques de la puissance aérienne américaine, dont les études ont démarré en 1946 avant la création de l’USAF pourrait avoir une carrière centenaire.

L'United States Air Force (en français : Force aérienne des États-Unis) devint un service militaire séparé le 18 septembre 1947, avec l'adoption du National Security Act de 1947,. L'Act créa le National Military Establishment, plus tard renommé United States Department of Defense (USDoD, en français : département de la Défense des États-Unis), qui était composé de quatre des cinq branches, la United States Army, le United States Marine Corps (USMC), la United States Navy (USN) et une Air Force nouvellement créée.

## Généralités
Avant 1947, la responsabilité de l'Aviation militaire était divisée entre l'US Army pour les opérations basées à terre et la Navy et le Marine Corps pour les opérations en mer menées depuis des porte-avions ou par des aéronefs amphibie. L'US Army créa le premier ancêtre de l'Air Force le 1er août 1907, qui, à travers une succession de changements d'organisation, de noms et de missions, évolua finalement vers une séparation, quarante ans plus tard. Les précédentes organisations ayant mené à la création de l'US Air Force actuelle sont :
- Aeronautical Division, Signal Corps (en) (1er août 1907 – 18 juillet 1914) ;
- Aviation Section, Signal Corps (en) (18 juillet 1914 – 20 mai 1918) ;
- Division of Military Aeronautics (en) (20 mai 1918 – 24 mai 1918)
- United States Army Air Service (24 mai 1918 – 2 juillet 1926) ;
- United States Army Air Corps (2 juillet 1926 – 20 juin 1941)[Note 1]. ;
- United States Army Air Forces (20 juin 1941 – 17 septembre 1947)[Note 2].

## Première Guerre mondiale et entre-deux-guerres

Cocarde des avions américains de la fin de la Première Guerre mondiale.

### Première Guerre mondiale
En 1917, lors de l'entrée des États-Unis dans la Première Guerre mondiale, la première force aérienne de combat majeure des États-Unis fut créée lorsqu'un Air Service (français : service aérien) fut formé en tant qu'élément de l'American Expeditionary Force (AEF). Le Major General Mason Patrick (en) commanda alors l'Air Service of the AEF. Son adjoint était le Brigadier General Billy Mitchell. Ces unités aériennes — dont certaines étaient formées en France — apportèrent un soutien tactique à l'US Army, en particulier lors de la bataille de Saint-Mihiel, et de l'offensive Meuse-Argonne. Le premier combat aérien de son histoire eut lieu le 14 avril 1918, lorsque les pilotes Douglas Campbell et Alan Winslow, du 94th Aero Squadron (en), abattirent deux avions de la Luftstreitkräfte dont les pilotes furent capturés à bord de leurs Nieuport 28.
Parmi les as de l'AEF Air Service se trouvaient le Captain « Eddie » Rickenbacker et le 2nd Lieutenant Frank Luke. Faisant concurrence avec la création de cette force de combat aérienne, l'établissement de l'aviation de l'US Army aux États-Unis fut retiré du commandement du Signal Corps et placé directement sous le commandement du United States Secretary of War (secrétaire à la Guerre des États-Unis). Un secrétaire assistant fut créé pour diriger l'Army Air Service, qui avait la double responsabilité du développement et de l'acquisition d'aéronefs, mais également de constituer et d'entraîner des unités aériennes. Avec la fin de la Première Guerre mondiale, le Service aérien de l'AEF fut dissous, et l'Army Air Service aux États-Unis fut largement démobilisé.
En 1920, l'Air Service devint une branche de l'Army, puis fut renommé United States Army Air Corps (USAAC) le 2 juillet 1926,. Pendant cette période, l'Air Corps commença à expérimenter de nouvelles techniques, telles le ravitaillement en vol, ainsi que le développement des B-9 et B-10, premiers bombardiers monoplans entièrement en métal, et de nouveaux chasseurs.

### Billy Mitchell: La force aérienne envoyée en cour martiale
Les Américains étaient fascinés par l'aviation pendant les années 1920 et 1930 et refuseraire que le conservatisme du département de la Guerre (en anglais : War Department) bloque l'innovation. Le General Billy Mitchell, directeur adjoint de l'Air Service chercha à arracher le contrôle de la défense côtière des mains de la Navy. Il fit des déclarations publiques, insistant sur le fait que ses avions pouvaient couler des navires de guerre à n'importe quel moment, une affirmation démontrée par une série de tests qui culminèrent avec le coulage de l'Ostfriesland. Mitchell perdit son self-control en 1925, lorsqu'il accusa la Navy, dans une coupure de presse, d'être « incompétente, de faire preuve de négligence criminelle et administrant d'une manière presque traître la Défense nationale ». Il reçut la cour martiale hautement médiatisée qu'il souhaitait, et fut autorisé à exposer sa théorie sur le fait que la puissance aérienne seule serait suffisante pour gagner la prochaine guerre. Il en était convaincu et démissionna. Il devint un héros populaire, et l'opinion publique força le département de la Guerre à renforcer l'Air Corps. L'argument principal de Mitchell était que la puissance aérienne devait être autonome, devait être contrôlée par des pilotes qui comprenaient les nouvelles technologies, les nouvelles tactiques et stratégies, et qui ne gaspilleraient ou ne perdraient pas de précieux atouts aériens en essayant d'aider des armées de terre ou des marines fonctionnant encore sur des théories dépassées. Jusqu'à sa mort, en 1936, Mitchell, en tant que civil fut un prophète inconditionnel et inépuisable de la puissance aérienne devant de nombreuses audiences civiles, mais il perdit le fil des développements aéronautiques et cessa d'être influent à l'intérieur des services. En effet, ses attaques presque hystériques rendirent de nombreux généraux assez hostiles. L'Air Corps parvint à réaliser quelques manœuvres publicitaires, mais sembla toujours être mise en retrait par des civils brillants ou séduisants, comme Charles Lindbergh, Howard Hughes ou Amelia Earhart.
En 1934, le président Roosevelt, se querellant avec l'industrie des lignes aériennes, décida soudainement d'attribuer la mission de livraison du courrier à l'Air Corps. De multiples accidents causés par des pilotes inexpérimentés à bord d'avions médiocres avec des moyens de navigation dépassés mirent l'accent sur la fragilité du nouveau service, et mirent à mal ses affirmations sur le fait qu'en temps de guerre il pouvait accomplir des miracles. Roosevelt, toutefois, était devenu un ferme croyant en la puissance aérienne, et avait derrière lui l'opinion publique et le Congrès. Lorsque la mobilisation débuta au printemps 1940, Roosevelt dépensa énormément d'énergie à étendre le rôle de l'Air Corps, demandant la production de 50 000 avions par an et envoyant ses meilleurs nouveaux modèles vers le Royaume-Uni pour faire face à la Luftwaffe, lors de sa confrontation avec l'Allemagne nazie.

### Structure de commandement
En 1935, résultant des recommandations de deux comités d'inspection civils, le pas suivant vers l'indépendance de l'Air Force fut effectué lorsque toutes les unités volantes, qui auparavant avaient été distribuées à divers commandements terrestres, furent regroupées en une force aérienne sous un commandement unique, en l'espèce du General Headquarters Air Force (aussi désigné «  GHQ Air Force »). L'Air Corps, dirigé par le Chief of the Air Corps, continua à exercer les mêmes activités que précédemment, mais devait maintenant assurer la responsabilité seulement pour l'approvisionnement, les aérodromes et l'entraînement des hommes, ce qui dans les faits divisa l'Air Force en deux parties. Les deux étaient commandées par des Major Generals :  Frank Maxwell Andrews et Oscar Westover (en), suivi par Henry H. « Hap » Arnold.

### Technologie

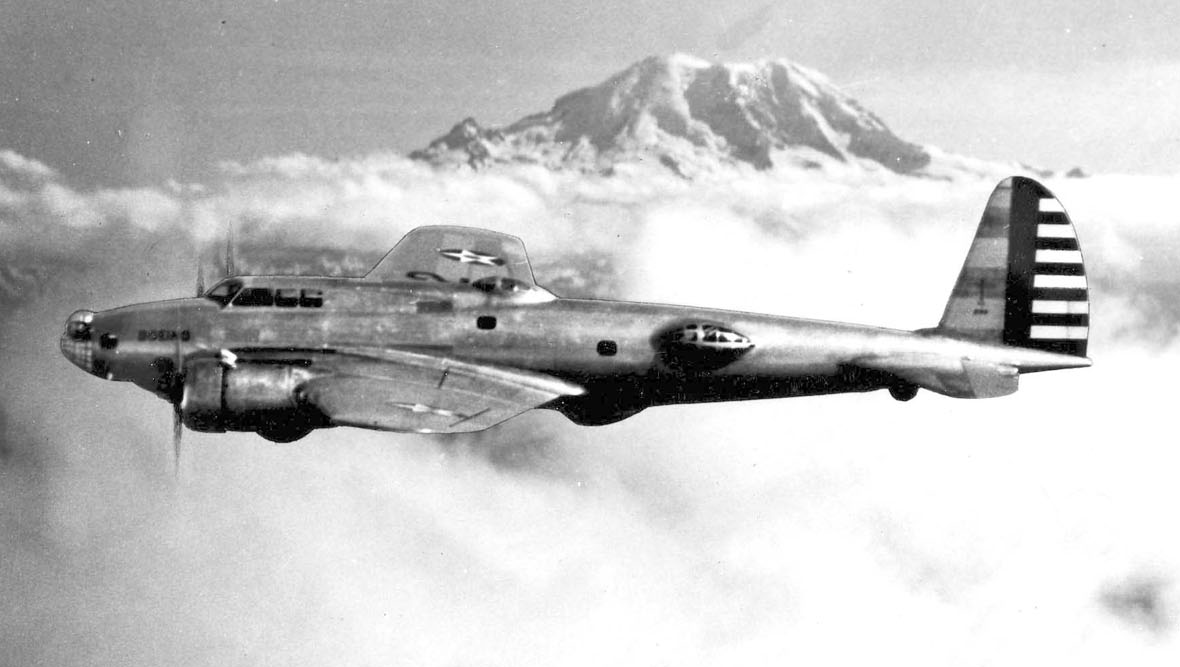
Le Boeing Model 299, ancêtre du, a commencé à voler dès 1935.

En 1937, le B-17 Flying Fortress fit sa première apparition. Dans un exploit de navigation impressionnant pour l'époque, trois B-17 interceptent le paquebot italien Rex en mer. Bien qu'étant au départ censée démontrer la capacité de l'Air Corps à défendre les côtes de la nation, la mission mit également au jour l'idée émergente au sein de l'Air Corps de la suprématie du bombardement stratégique.
Pendant la Première Guerre mondiale, la technologie aéronautique se développa rapidement. Toutefois, la réticence de l'Army à employer la nouvelle technologie commença à faire penser aux aviateurs que tant que l'Army contrôlerait l'aviation, le développement serait pénalisé et une force potentiellement précieuse serait négligée. L'officier supérieur de l'Air Service Billy Mitchell commença à entrer en campagne pour une force aérienne indépendante, équivalente à l'Army et à la Navy. Mais sa campagne offensa beaucoup de monde et lui valut de passer en cour martiale en 1925, mettant un terme à sa carrière. Ses successeurs, parmi lesquels les futurs commandants d'aviation « Hap » Arnold et Carl A. Spaatz, virent le manque de soutien public, militaire et de la part du Congrès que Mitchell avait subi, et décidèrent que l'Amérique n'était pas prête pour une force aérienne indépendante. Sous la direction de son Chief of Staff Mason Patrick, puis, plus tard, Arnold, l'Air Corps attendit que l'occasion de se battre pour l'indépendance se présente à nouveau.

## Seconde Guerre mondiale

Cocarde des avions militaires américains, essentiellement utilisée de l'Entre-deux-guerres au début de la Seconde Guerre mondiale.

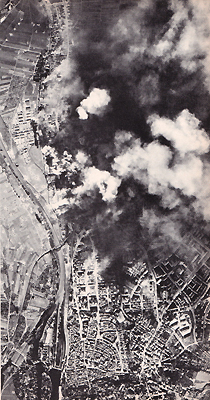
Raid de l'USAAF sur une usine de roulements à billes en 1943 à Schweinfurt, en Allemagne.

### Réorganisation
L'Air Force devint un acteur majeur lors de la Seconde Guerre mondiale. Le président Roosevelt prit la direction des opérations, faisant appel à une force aérienne largement agrandie, basée sur le bombardement stratégique à long rayon d'action. Au niveau organisationnel, la force aérienne devint largement indépendante de l'Army le 20 juin 1941, lorsque l'Army Air Corps devint un élément des nouvelles Army Air Forces, (AAF) et le GHQ Air Force fut redésigné Subordinate Combat Command (en français : Commandement de combat subordonné). Dans la réorganisation majeure de l'Army par la War Department Circular 59, effective à partir du 9 mars 1942, les nouvelles Army Air Forces gagnaient des voies égales à celles de l'US Army et de l'US Navy auprès du Joint Chiefs of Staff et une totale autonomie vis-à-vis des forces terrestres de l'US Army (Army Ground Forces) et des services d'approvisionnement (Services of Supply), effectuant son service de manière totalement séparée sur tous les plans, sauf celui du nom. La réorganisation élimina à la fois le Combat Command et l'Air Corps comme organisations — ce dernier demeura une branche de combat de l'Army jusqu'en 1947 — en faveur d'un système de commandements plus « lisse » et de forces aériennes nombreuses, afin de pouvoir leur attribuer un commandement décentralisé.
La réorganisation rassembla tous les éléments de l'ancien Air Corps dans les Army Air Forces. Bien que l'Air Corps existait toujours légalement en tant que branche de l'US Army, le poste et le Bureau du chef de l'Air Corps furent dissous.

### Engagement en Europe
Le Major General Spaatz prit le commandement de la 8th Air Force à Londres en 1942. Secondé par le Brigadier General Ira C. Eaker, il supervisa la campagne de bombardement stratégique. À la fin de l'année 1943, Spaatz fut nommé commandant des nouvelles Forces aériennes stratégiques (US Strategic Air Forces), devant répondre directement aux Combined Chiefs of Staff. Spaatz démarra les opérations de bombardement de jour, utilisant la doctrine d'avant-guerre dans laquelle les bombardiers volaient en formations serrées, comptant sur la combinaison de leurs armements défensifs plutôt que des avions d'escorte pour se protéger des avions ennemis. Cette doctrine se révéla toutefois particulièrement dépassée lorsque des missions de pénétration en profondeur au-delà du rayon d'action des chasseurs d'escorte furent tentées, car les chasseurs allemands submergèrent les formations américaines, abattant des bombardiers dans des quantités bien au-delà de ce qui était considéré comme « acceptable », en particulier lorsque ces chasseurs étaient soutenus au sol par d'énormes quantités de batteries de défense antiaérienne (la Flak), à l'approche de cibles hautement stratégiques. Les aviateurs américains endurèrent de lourdes pertes pendant les raids effectués sur les raffineries pétrolières de Ploiești (Opération Tidal Wave), en 1943, et sur les usines de roulements à billes à Schweinfurt et Ratisbonne, en Allemagne. Ce fut ce taux de pertes élevé en hommes et non en matériel qui amena la 8th Air Force à effectuer une pause dans les offensives stratégiques à l'automne 1943.
La 8th Air Force avait tenté d'utiliser les P-47 et P-38 comme avions d'escorte, mais, si le Thunderbolt était un avion de chasse performant, il manquait d'endurance, même en recevant deux réservoirs largables additionnels pour allonger son rayon d'action, et le Lightning s'était montré assez fragile sur le plan mécanique dans l'atmosphère froide des hautes altitudes auxquelles les missions étaient menées. La protection des bombardiers fit un énorme bond en avant avec l'introduction des chasseurs P-51 Mustang sur le théâtre d'opérations européen. Avec son rayon d'action très important directement inclus dans sa conception, ajouté à des caractéristiques de performances supérieures à celles de tous les chasseurs allemands existants, le Mustang fut une solution immédiatement disponible à la crise. En janvier 1944, la 8th Air Force obtint la priorité pour l'approvisionnement de ses groupes, et finalement quatorze de ses quinze groupes reçurent des Mustangs. Les escortes de P-51 commencèrent leurs opérations en février 1944 et augmentèrent leur nombre rapidement, la Luftwaffe souffrant alors de pertes de plus en plus importantes, avec un point culminant avec la Big Week, au début de l'année 1944. Les chasseurs alliés eurent également libre cours dans l'attaque des aérodromes de chasse allemands, à la fois lors de missions planifiées et lors de retours à la base après les missions d'escorte. Ces actions mirent un grand coup à la menace représentée par la Luftwaffe contre les bombardiers alliés, et sa force avait été grandement diminuée lorsque se présenta le débarquement de Normandie.

### Engagement dans le Pacifique

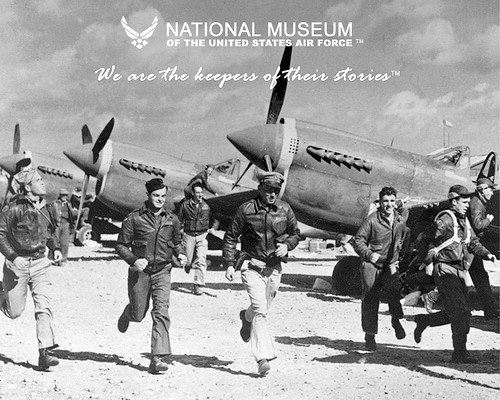
Des pilotes américains courant vers leurs du théâtre des opérations de Chine-Birmanie-Inde pendant la Seconde Guerre mondiale.

Sur le Théâtre Asie-Pacifique, l'USAAF — sous le commandement de George Kenney — apporta un important soutien tactique à Douglas MacArthur sur le théâtre du sud-ouest du Pacifique. Les pilotes de Kenney inventèrent la technique du bombardement par ricochets (en) contre les navires japonais. Les forces de Kenney affirmèrent avoir détruit 11 900 avions japonais et 1,7 million de tonnes de navires. Le premier développement et la première implémentation du transport aérien militaire (en anglais : Airlift) par les forces aériennes américaines se déroula entre mai 1942 et novembre 1945, lorsque des centaines d'avions de transport militaires transportèrent plus d'un demi-million de tonnes de provisions par voie aérienne de l'Inde vers la Chine au-dessus du « Hump », surnom donné par les Alliés à la zone est des montagnes de l'Himalaya.
L'USAAF créa la 20th Air Force pour employer les bombardiers à long rayon d'action B-29 Superfortress dans des attaques stratégiques sur les villes japonaises. L'utilisation de bases avancées en Chine — nécessaires pour pouvoir atteindre le Japon par les B-29 lourdement chargés de bombes — fut inefficace, en raison des difficultés logistiques posées par un soutien uniquement aérien en provenance des bases principales en Inde, mais également à cause d'une menace permanente exercée sur les aérodromes chinois par l'Armée japonaise. Après la capture des îles Mariannes au milieu de l'année 1944, offrant des emplacements pouvant être approvisionnés par voie maritime, Arnold déplaça toutes des opérations menées par les B-29 à cet endroit dès le mois d'avril 1945, puis nomma le General Curtis LeMay commandant de sa force de bombardiers, ce dernier répondant directement à Arnold, qui fut commandant de la 20th Air Force jusqu'en juillet. LeMay détermina que l'Économie japonaise, en majeure partie liée à l'artisanat dans de denses aires urbaines où des usines de manufacture et d'assemblage étaient également installées, était particulièrement vulnérable aux attaques aériennes, et abandonna l'idée des bombardements de précision depuis les hautes altitudes en faveur de bombardements incendiaires à basse altitude, destinés à détruire de grandes zones urbaines. Dans la nuit du 9 au 10 mars 1945, les bombardements de Tokyo et les incendies résultants menèrent à la mort de plus de 100 000 personnes. De même, 350 000 personnes moururent à l'intérieur de 66 autres villes japonaises en conséquence de ce changement de tactique vers le bombardement incendiaire. Au même moment, le B-29 fut également employé pour le mouillage de nombreuses mines dans les ports et voies de navigation japonais (Opération Starvation).
Au début du mois d'août 1945, la 20th Air Force mena les bombardements atomiques d'Hiroshima et Nagasaki, en réponse au rejet par les Japonais de la conférence de Potsdam, qui définissait les termes de la reddition pour le Japon,. Les deux villes furent détruites, avec d'énormes pertes humaines et un gros choc psychologique pour la population japonaise. Le 15 août 1945, l'Empereur Hirohito annonça la capitulation du Japon par une allocution à la radio :

« En outre, l'ennemi a mis en œuvre une bombe nouvelle d'une extrême cruauté, dont la capacité de destruction est incalculable et décime bien des vies innocentes. Si nous continuions à combattre, cela entraînerait non seulement l'effondrement et l'anéantissement de la nation japonaise, mais encore l'extinction complète de la civilisation humaine. Cela étant, comment pouvons-nous sauver les multitudes de nos sujets ? Comment expier nous-mêmes devant les esprits de nos ancêtres impériaux ? C'est la raison pour laquelle nous avons donné l'ordre d'accepter les termes de la déclaration commune des puissances. »

## Guerre froide et guerre en Corée

### Réorganisation et naissance de l'US Air Force

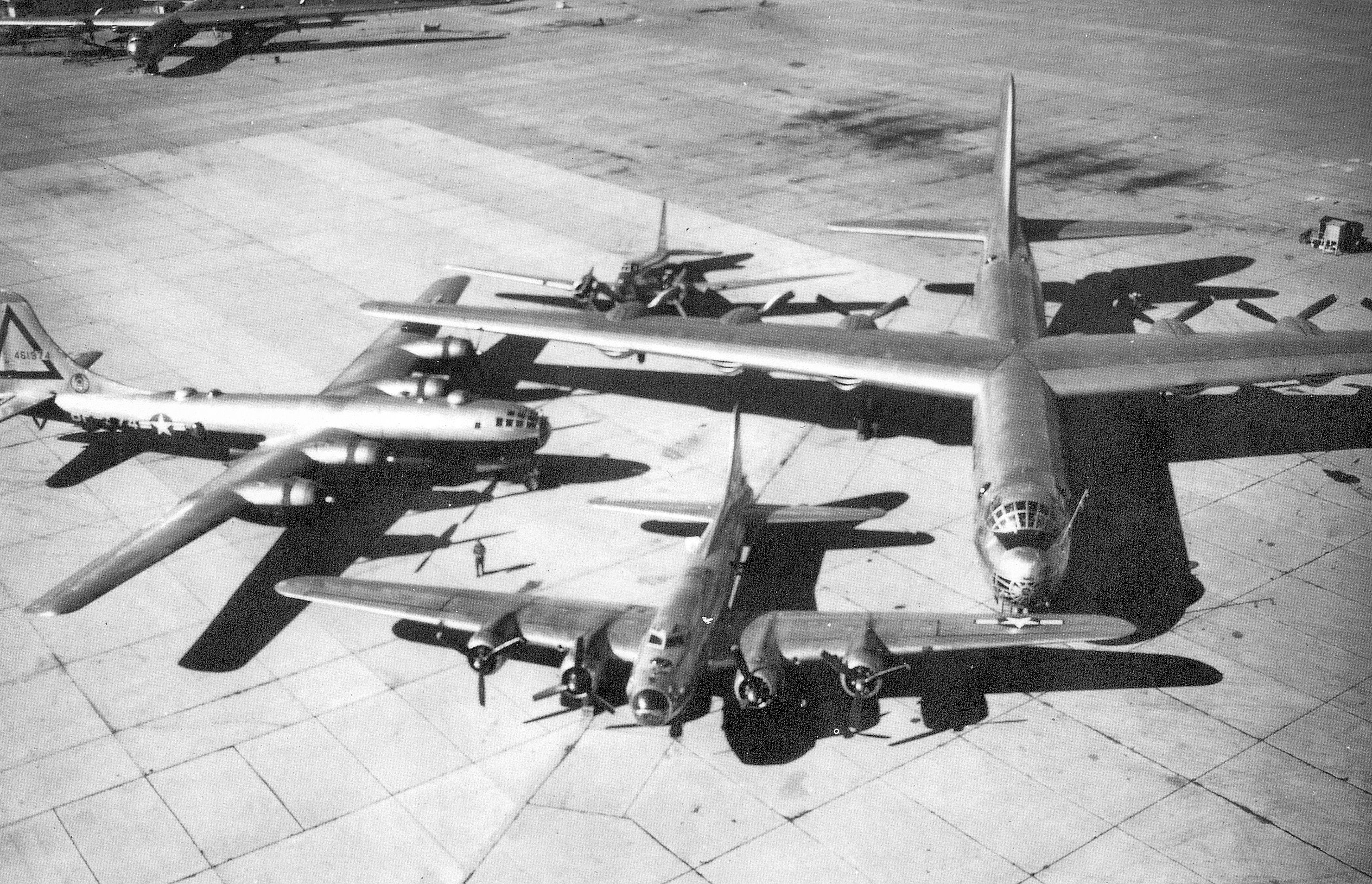
Photographie des bombardiers de l'Air Force des années 1930 jusqu'à la fin des années 1940. Un Douglas B-18 Bolo, un Boeing B-17 Flying Fortress, un Boeing B-29 Superfortress et le Convair B-36 Peacemaker, dominant le groupe avec son envergure de 70 m. Cette photo a été prise à Carswell AFB, au Texas, après réception du premier B-36 en 1948. Notez les marquages du Bombardment Wing du Strategic Air Command sur le B-29.

En pratique les Army Air Forces étaient devenues indépendantes de l'US Army pendant la Seconde Guerre mondiale, mais ses dirigeants désiraient une totale indépendance. En novembre 1945, le General Dwight D. Eisenhower devint Army Chief of Staff, tandis que le General Spaatz commença à endosser les responsabilités de Commanding General pour les Army Air Forces, en anticipation du départ à la retraite annoncée du general Arnold. L'une des premières actions du General Eisenhower fut de nommer un comité d'officiers, dirigé par le Lieutenant General William H. Simpson, afin de préparer un plan définitif pour la réorganisation de l'Army et de l'Air Force qui puisse être effectué sans l'intervention de la législation et permettrait la séparation de l'Air Force de l'Army. Le 29 janvier 1946, les généraux Eisenhower et Spaatz se mirent d'accord sur une organisation de l'Air Force composée du Strategic Air Command (SAC), de l'Air Defense Command (ADC), du Tactical Air Command (TAC), de l'Air Transport Command (ATC), de l'Air Technical Service Command (en), de l'Air Education and Training Command, l'Air University et l'Air Force Center.
Sous les objections incessantes de l'US Navy, qui craignait de devoir abandonner son rôle stratégique et d'arme aérienne au nouveau service, le United States Department of the Air Force fut créé par le National Security Act de 1947 qui mit en place une nouvelle organisation de la Défense, et avec elle la création de l'US Air Force en tant que service indépendant, égal à l'US Army et l'US Navy. Celui-ci prit effet le 18 septembre 1947, lorsque le premier secrétaire de l'Air Force, Stuart Symington, prit ses fonctions. Cette date est désormais la date de naissance officielle de la United States Air Force (USAF). En 1948, les chefs du service acceptèrent d'utiliser leurs équipements sous les termes de l'accord de Key West (en).
L'US Air Force naissante établit rapidement sa nouvelle identité. Les Army Air Fields (en français : Aérodromes de l'US Army) furent renommés Air Forces Bases (souvent abrégées en « AFB »), et le personnel reçut rapidement de nouveaux uniformes avec de nouveaux insignes de rang. Une fois que la nouvelle USAF fut débarrassée de la domination de l'US Army, sa première tâche fut de démanteler la structure organisationnelle de l'Armée de Terre américaine, vieille et inadaptée. Ce fut l'étape désignée « Base Plan » (« plan de base »), au cours de laquelle, le commandant des groupes de combat devait répondre au commandant de la base, qui était souvent un membre de l'US Army régulière, avec aucune expérience de vol.
Le General Spaatz établit une nouvelle politique : « Aucun commandant tactique ne devrait être subordonné au commandant de la base ». Cela mena à une recherche pour une meilleure solution. Le commandant de la 15th Air Force, le Major General Charles Born, proposa le Provisional Wing Plan, qui renversait en fait la situation et plaçait le commandant d'escadre au-dessus du commandant de la base. L'unité organisationnelle basique de l'USAF devint le Base-Wing (Escadre de base).
Sous ce plan, les fonctions de soutien de la base — approvisionnement, opérations à terre, sécurité et médical — étaient assignées à des escadrons (en anglais : squadrons), habituellement commandés par un Major ou un Lieutenant-colonel. Tous ces Squadrons étaient assignés à un Combat Support Group, commandé par un Base Commander (commandant de base), habituellement un Colonel. Les escadrons d'avions de chasse ou de bombardement étaient assignés au Combat Group, un proche cousin du Group de l'USAAF. Tous ces groupes, de combat et de soutien au combat, étaient à leur tour assignés au Wing (escadre), dirigé par un Wing Commander (commandant d'escadre). De cette manière, le commandant d'escadre dirigeait à la fois les éléments de combat opérationnels ainsi que ceux non-opérationnels de la base. Le commandant d'escadre était un leader au combat aérien expérimenté, habituellement un Colonel ou un Brigadier General. Toutes les organisations hiérarchiques portaient la même désignation numérique. Par exemple, le 28th (28e) devint la désignation pour le Wing et tous les groupes et escadrons lui étant subordonnés. Par conséquent, la base et l'escadre devinrent une seule et même unité. Le 16 juin 1952, les anciens Combat Groups (groupes de combat) furent désactivés et les Combat Groups opérationnels furent directement affectés au Wing (escadre). L'histoire, la lignée et les honneurs du groupe de combat liés à la Seconde Guerre mondiale furent accordés au Wing lors de sa désactivation.
Le Wing de l'USAAF fut ensuite redésigné Air Division (en) (division aérienne), qui était commandé par un officier de grade Brigadier General ou supérieur, qui commandait habituellement deux Wings ou plus — mais pas toujours — sur une seule et même base. Les Numbered Air Forces (en) (NAF, en français : forces aériennes numérotées) commandaient à la fois les Air Divisions ou directement les Wings. Les NAF étaient subordonnées aux divers Major Commands (commandements majeurs), tels le SAC, le TAC ou l'ADC.

### Montée de la Guerre froide

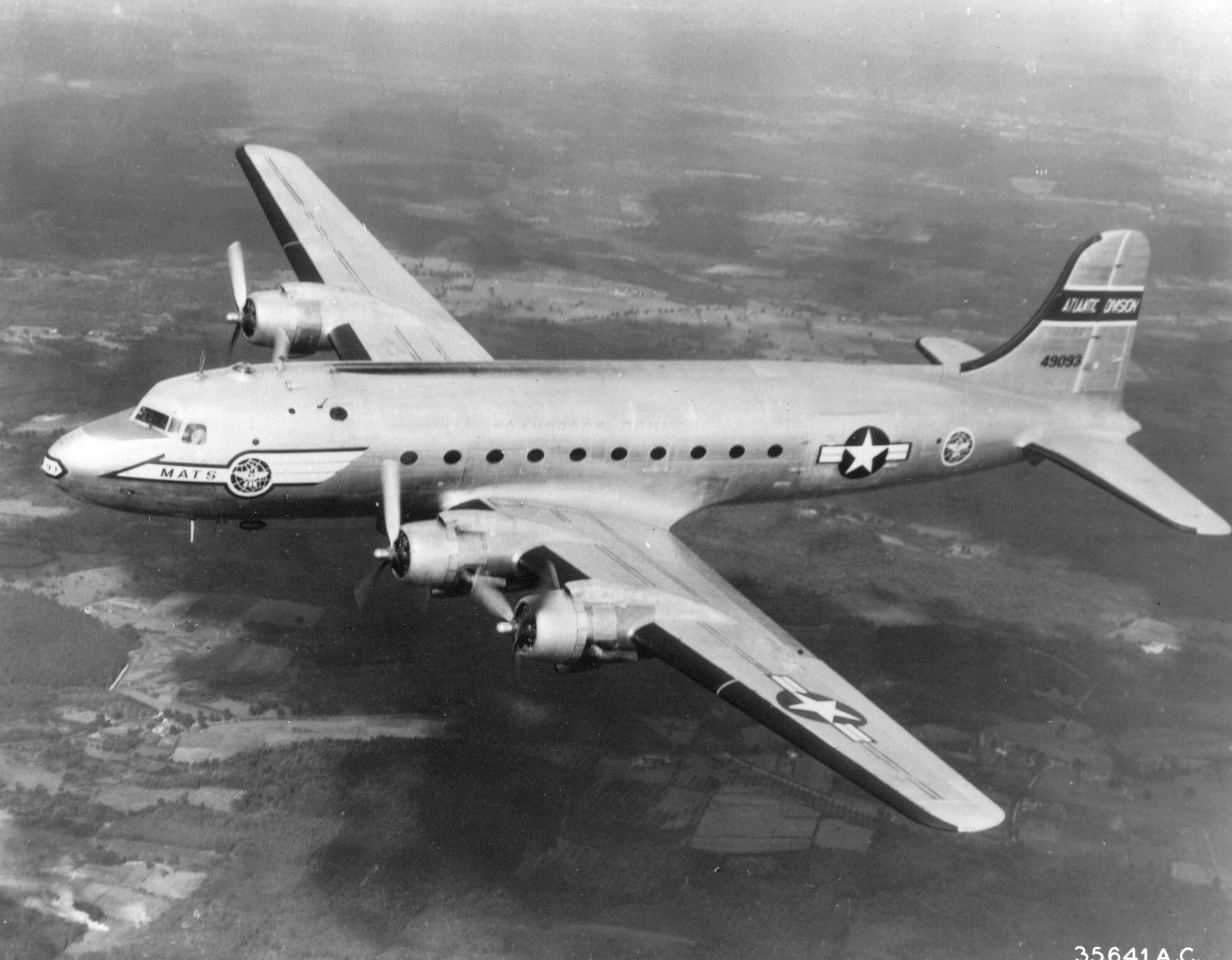
Un Douglas C-54 Skymaster de l'USAF. Cet avion eut un rôle primordial lors du pont aérien, en 1948 et 1949, permettant à Berlin-Ouest d'échapper à la famine.

Après la fin de la Seconde Guerre mondiale, les relations entre les États-Unis et l'Union soviétique commencèrent à se détériorer, et la période de l'Histoire connue sous le nom de « Guerre froide » débuta. Les États-Unis s'engagèrent dans une course aux armements contre l'Union soviétique et la compétition visait à augmenter l'influence de chacune des deux nations à travers le reste du monde. En conséquence, les États-Unis étendirent leur présence militaire dans le monde entier. Des bases de l'USAF ouvrirent en Europe, puis plus tard au Japon et en Corée du Sud. Les États-Unis construisirent également des bases aériennes sur les territoires britanniques d'outre-mer de l'océan Indien et sur l'île de l'Ascension, dans l'océan Atlantique sud.
Le premier test pour l'USAF pendant la Guerre froide vient en 1948, lorsque les autorités communistes en Allemagne de l'Est coupèrent les voies d'approvisionnement terrestres (chemins de fer, canaux et routes) en direction de Berlin-Ouest. Pendant cette période, désignée « blocus de Berlin », l'USAF, ainsi que la Royal Air Force (RAF) et les forces aériennes du Commonwealth, approvisionnèrent la ville grâce à un impressionnant pont aérien à l'aide de Douglas C-54 Skymasters. Les efforts combinés de ces forces aériennes sauvèrent la ville de la famine et forcèrent les Soviétiques à faire marche arrière.
Des conflits concernant l'administration militaire après-guerre, en particulier au sujet des rôles et des missions attribués à l'US Air Force et l'US Navy, menèrent à un épisode appelé la « révolte des amiraux » (en anglais : Revolt of the Admirals) à la fin des années 1940, au cours duquel des officiers de haut-rang de la Navy argumentèrent sans succès pour l'utilisation d'avions embarqués sur des porte-avions plutôt que de bombardiers stratégiques.
En 1947, l'USAF débuta le Projet Sign, une étude sur les objets volants non identifiés (OVNI) qui fut relancée deux fois — d'abord sous le nom de Projet Grudge puis sous le nom de Projet Blue Book — et qui dura jusqu'en 1969.
En 1948, le Women's Armed Services Integration Act (en) donna aux femmes un statut permanent dans les forces active et de réserve de l'USAF. Le 8 juillet 1948, Esther McGowin Blake (en) devint la première femme à servir dans l'US Air Force, s'engageant à la première minute du premier jour où le service actif au sein de l'Air Force fut autorisé pour les femmes,,.

### Guerre de Corée

Des F-86 Sabre du Fighter Interceptor Wing sur la base aérienne de Suwon, en juin 1951, pendant la Guerre de Corée.

Pendant la Guerre de Corée, qui débuta en juin 1950, les Far East Air Forces (FEAF) furent parmi les premières unités à répondre à l'invasion par la Corée du Nord, mais perdirent rapidement leur base aérienne principale à Gimpo en Corée du Sud. Conçues pour apporter un appui aérien rapproché aux défenseurs de la poche de Pusan à partir de bases installées sur le territoire japonais, les FEAF menèrent aussi en parallèle une campagne de bombardement stratégique sur les potentielles capacités offensives de la Corée du Nord. La bataille d'Incheon du General Douglas MacArthur, en septembre 1950, permit aux FEAF de retourner en Corée et de développer des bases, depuis lesquelles les FEAF apportèrent leur soutien à l'avancée de MacArthur vers la frontière séparant la Corée du Nord de la Chine.
Lorsque l'Armée populaire de libération chinoise attaqua, en décembre 1950, l'USAF apporta son soutien aérien tactique. L'apparition des chasseurs d'origine soviétique MiG-15 causa des problèmes aux B-29 utilisés pour bombarder la Corée du Nord, mais l'USAF parvint à contourner le problème des MiG avec ses nouveaux chasseurs à réaction F-86 Sabre. Bien que les missions de supériorité aérienne et d'appui aérien rapproché aient été toutes deux réussies, une longue tentative d'interdiction des lignes d'approvisionnement communistes par des attaques aériennes lors de l'opération Strangle se montra moins réussie et fut remplacée par une campagne systématique pour infliger autant de pertes économiques à la Corée du Nord et aux Chinois que possible tant que la guerre persisterait. Cette campagne incluait des attaques sur la capitale Pyongyang et contre le système hydroélectrique nord-coréen.

### Guerre du Viêt Nam

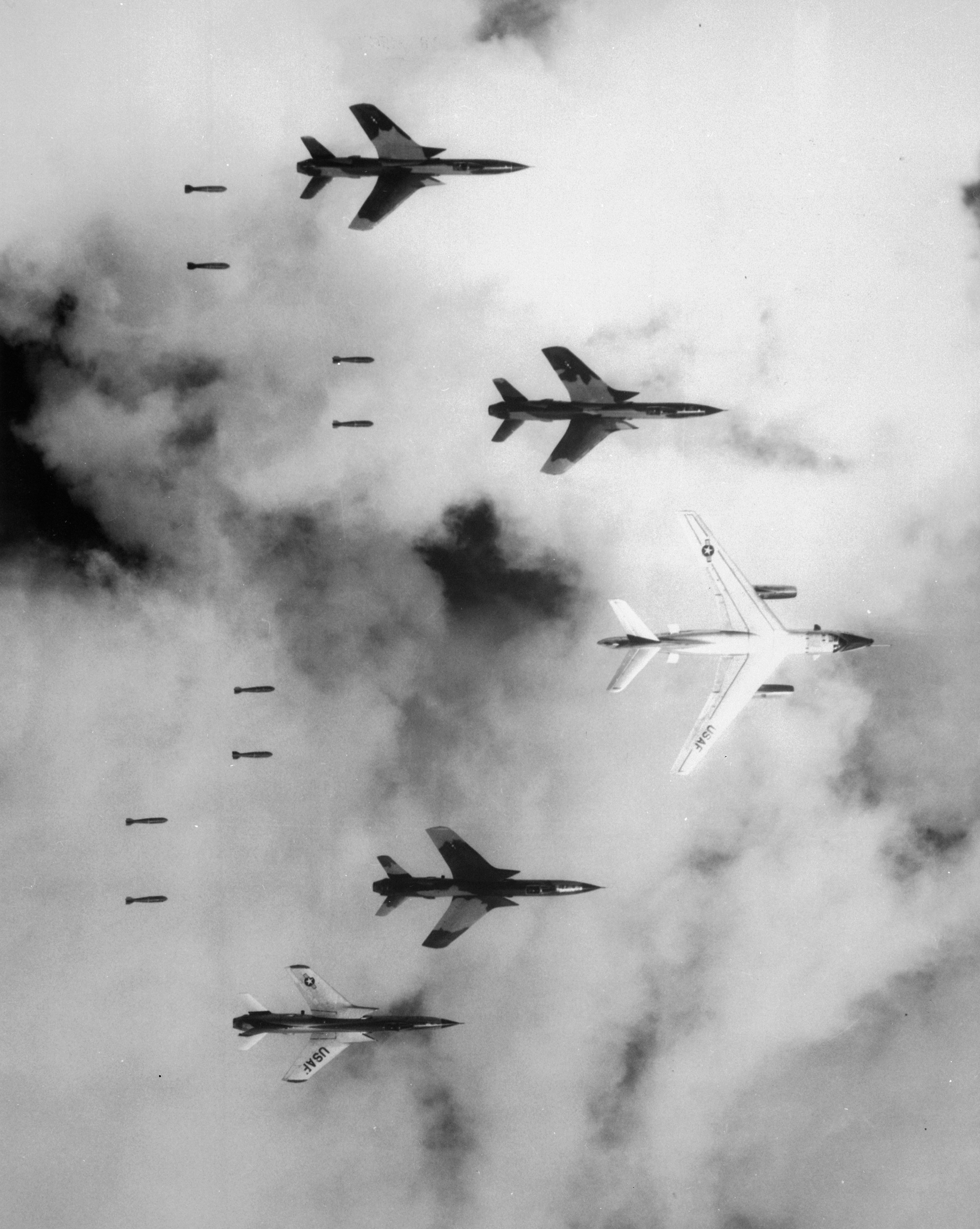
Un B-66 Destroyer et quatre F-105 Thunderchiefs, larguant des bombes sur le Nord-Viêt Nam, en 1966.

L'USAF fut fortement déployée pendant la Guerre du Viêt Nam. Les premiers raids de combardement contre le Nord-Viêt Nam eurent lieu en 1964, à la suite des incidents du golfe du Tonkin. En mars 1965 une campagne de bombardement intensive débuta, recevant de nom de code « Opération Rolling Thunder ». Le but de celle-ci était d'anéantir la volonté de se battre des Nord-Viêtnamiens, détruire des bases industrielles et des défenses aériennes, ainsi que de stopper le flux d'hommes et de ravitaillement le long de la piste Hô Chi Minh, tout en forçant le Nord-Viêt Nam à ouvrir des négociations de paix,. Entre mars 1965 et novembre 1968, l'USAF réalisa 153 784 sorties sur le Nord-Viêt Nam pour la perte de 506 avions et délivra plus de bombes dans toutes les opérations de combat au Viêt Nam pendant cette que pendant toute la Seconde Guerre mondiale, et la campagne Rolling Thunder dura jusqu'à l'élection présidentielle américaine de 1968. Excepté pour les gros dégâts infligés à l'Économie et aux infrastructures nord-vietnamiennes, Rolling Thunder fut un échec sur les plans stratégique et politique,,,.
L'USAF joua également un rôle critique dans la défaite de l'offensive de Pâques, en 1972. Le déploiement rapide de chasseurs, bombardiers et avions d'attaque aida l'armée sud-vietnamienne à repousser l'invasion. L'opération Linebacker, démontra à la fois aux Nord-vietnamiens et aux Sud-vietnamiens que même sans la présence d'une force terrestre significative — L'US Army — les États-Unis pouvaient toujours influencer le cours de la guerre. La guerre aérienne entreprise par les États-Unis s'acheva avec l'opération Linebacker II, aussi connue sous le nom informel de « Christmas Bombings » (en français : « Bombardements de Noel »). Ces derniers permirent le retour à la table des négociations, puis la signature des Accords de paix de Paris, en janvier 1973.
Au total, l’armée de l’air américaine a effectué 5.25 millions de sorties au-dessus du Sud-Vietnam, du Nord-Vietnam, du Laos, ainsi que du Cambodge, perdant 2 251 appareils, dont 1 737 sous le feu ennemi et 514 par accident. 2 197 de ces pertes étaient à voilure fixe et les autres des hélicoptères. L’US Air Force a subi environ 0,4 perte par 1 000 sorties au cours du conflit, ce qui se comparait favorablement à un taux de 2,0 en Corée et à un chiffre de 9,7 au cours de la Seconde Guerre mondiale.
La nature insurgente des premières opérations de combat de la guerre, et la nécessité de bloquer l'armée régulière nord-vietnamienne et ses lignes d'approvisionnement dans les pays du Tiers monde de l'Asie du Sud-Est menèrent au développement d'une capacité significative à mener des opérations spéciales de la part de l'USAF. Des concepts expérimentaux tels que les commandos aéroportés et les cannonières aériennes (gunships), ainsi que des missions tactiques telles l'opération partiellement réussie Ivory Coast en profondeur dans le territoire ennemi, et une mission de recherche et sauvetage au combat (CSAR, Combat Search And Rescue) dédiée, menèrent au développement de doctrines, d'unités et d'équipement opérationnels.

### Opérations militaires et modernisations après 1975

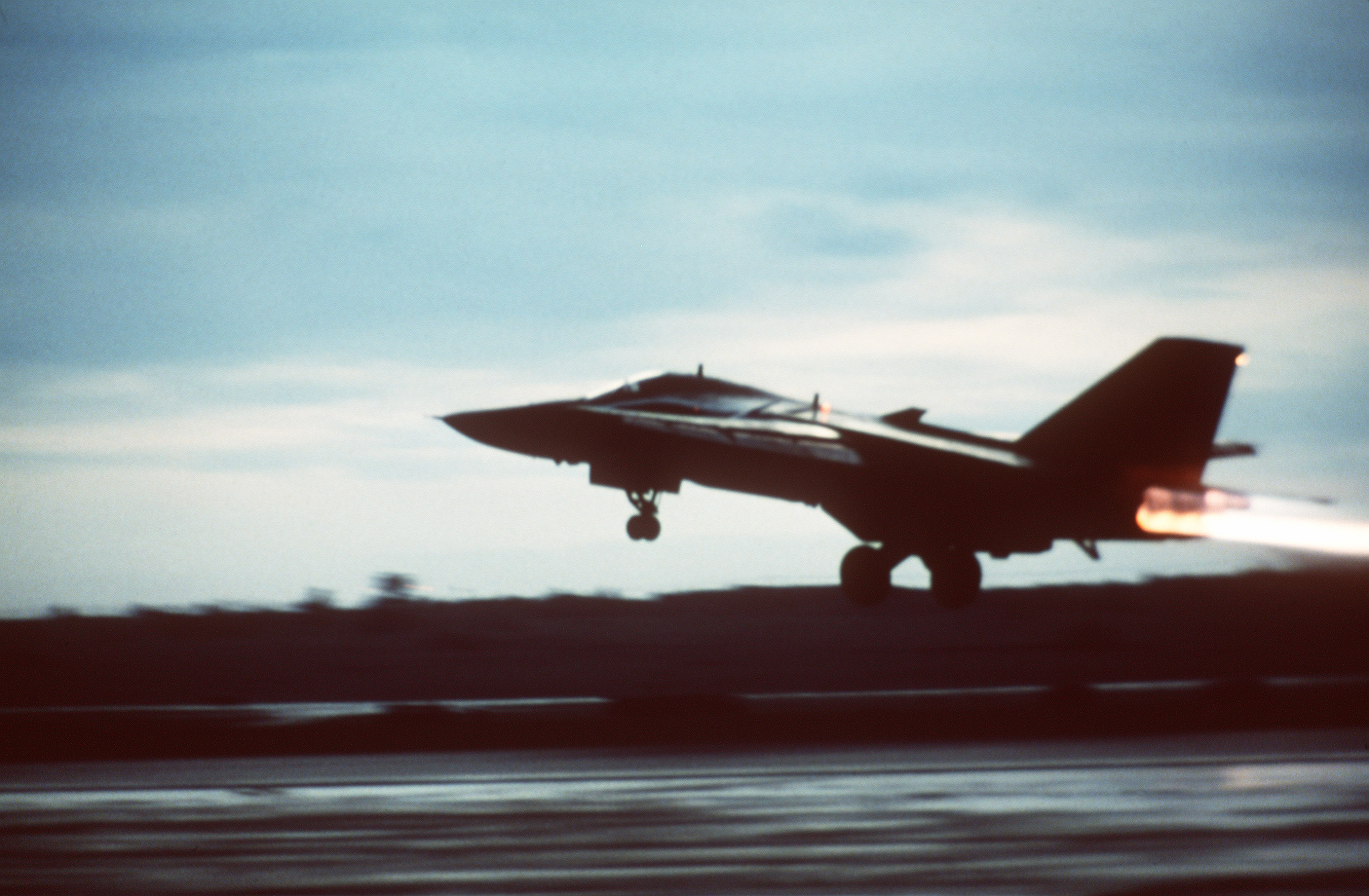
Un F-111F Aardvark du 48th Tactical Fighter Wing de l'US Air Force décolle de RAF Lakenheath, en Angleterre, pour participer à un raid aérien sur la Libye, en avril 1986.

L'USAF modernisa ses forces aériennes tactiques à la fin des années 1970, avec l'arrivée des avions de combat F-15, F-16 et A-10, ainsi que l'implémentation de scénarios d'entraînement réalistes, regroupés sous le nom de « Red Flag ». De plus, elle mit à jour les équipements et les capacités de ses unités de réserve (ARC, Air Reserve Components), en équipant à la fois l'Air National Guard et l'Air Force Reserve avec des avions de première ligne.
Étendant sa force opérationnelle à 40 escadres de chasse (Fighter Wings) pendant les années 1980 et tirant pleinement parti des leçons enseignées par la Guerre du Viêt Nam, l'USAF affecta également des unités et des avions aux missions de guerre électronique (EW, Electronic Warfare) et de suppression des défenses aériennes ennemies (en) (SEAD, Suppression of Enemy Air Defenses). L'échec humiliant de la mission de sauvetage désignée « opération Eagle Claw » en Iran en avril 1980 mena directement à une implication et une participation plus élevées de l'USAF à l'établissement de la doctrine, le choix de l'équipement, la formation du personnel et la planification des opérations spéciales menées en coopération (Joint Special Operations).
L'USAF apporta ses capacités d'attaque, de transport et de soutien au combat au cours des opérations Urgent Fury (invasion de la Grenade) en 1983,, El Dorado Canyon (bombardement de la Libye) en 1986,, et Just Cause (invasion du Panama) en 1989,,. Les leçons apprises lors de ces opérations furent appliquées à sa structure opérationnelle et sa doctrine,, et devinrent la base pour les opérations aériennes réussies des années 1990, puis après les attentats du 11 septembre 2001.

## Après la Guerre froide
Le développement des satellites de reconnaissance pendant la Guerre froide, l'emploi de la reconnaissance aérienne tactique et stratégique au cours de nombreuses missions de combat, et le rôle de dissuasion nucléaire de l'USAF menèrent à la reconnaissance de l'Espace comme possible zone de combat. Une attention toujours grandissante sur la doctrine et les opérations « aérospatiales » apparut dans les années 1980. L'alerte missiles et les opérations spatiales furent réunies pour former l'Air Force Space Command, le 1er septembre 1982. En 1991, l'opération Tempête du Désert mit l'accent sur la nouvelle focalisation du commandement à soutenir les opérations de combat.
La création d'Internet et l'avènement de l'utilisation de la technologie informatique comme outil basique de combat menèrent au développement prioritaire de techniques de guerre et défense cybernétique par l'USAF.

### Guerre du Golfe

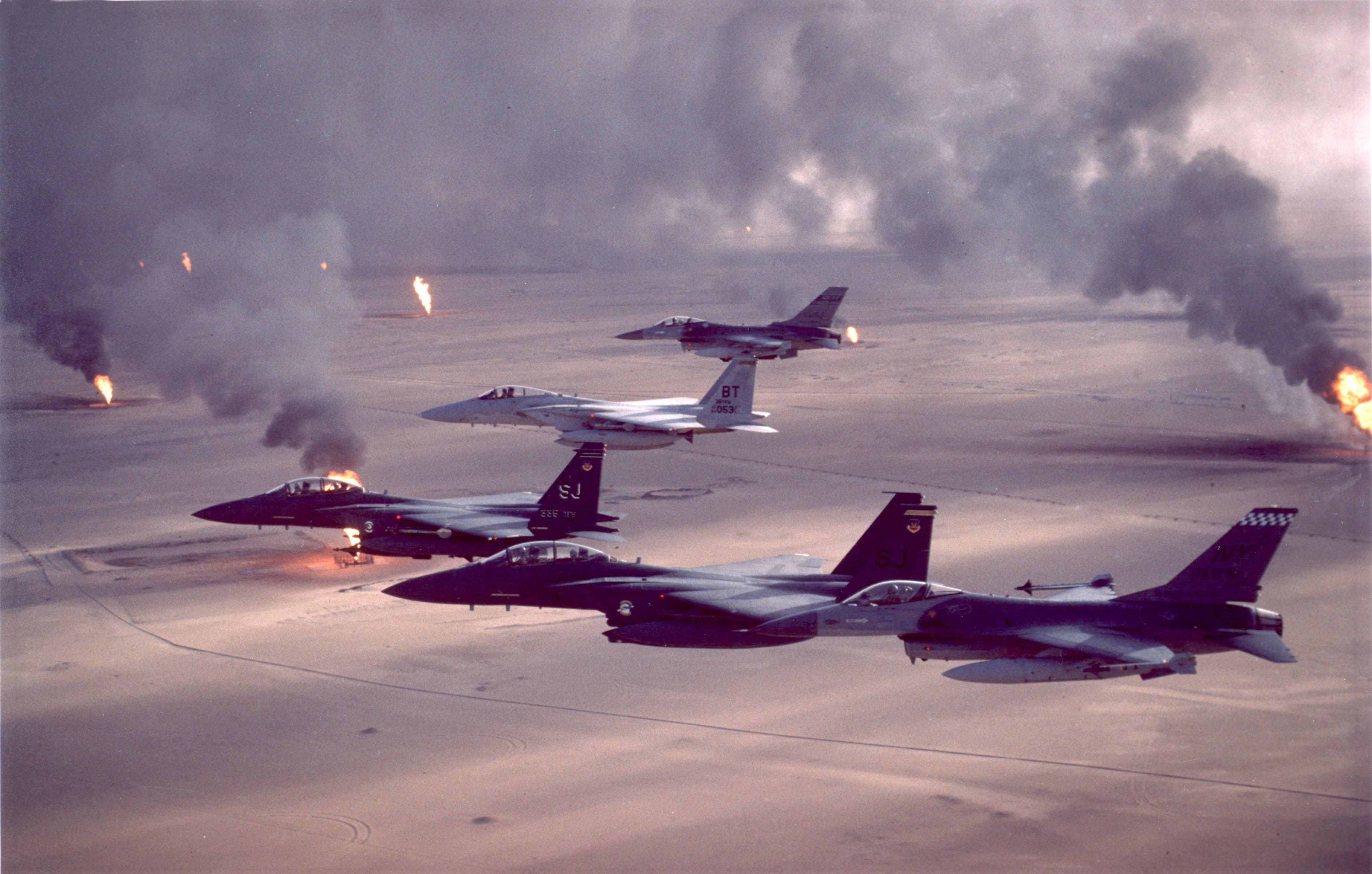
Formation de et volant au-dessus de puits de pétrole en feu, pendant l'opération Tempête du Désert.

L'USAF apporta l'essentiel de la puissance aérienne alliée pendant la guerre du Golfe en 1991, opérant aux côtés de l'US Navy et de la Royal Air Force. Les capacités furtives du F-117 Nighthawk furent démontrées pendant la première nuit de la guerre aérienne, lorsqu'il fut capable de bombarder le centre de Bagdad en évitant l'impressionnante quantité de défenses antiaériennes irakiennes sophistiquées qui protégeaient la ville,,. L'USAF, avec l'aide de l'US Navy et la RAF effectua ensuite de longues patrouilles sur le nord et le sud de l'Irak après la guerre pour s'assurer que les capacités de défense aérienne de l'Irak ne pourraient plus être reconstruites. L'opération Provide Comfort, de 1991 à 1996, et l'opération Northern Watch, de 1997 à 2003, établirent des zones d'exclusion aériennes au nord du 36e parallèle nord,, tandis que l'opération Southern Watch, de 1992 à 2003, établit une zone d'exclusion aérienne au sud du 32e parallèle nord,,.
En 1996 et 1998, respectivement pendant les opérations Desert Strike, et Desert Fox,, l'USAF bombarda l'Irak de Saddam Hussein.

### Bosnie et Kosovo
L'USAF dirigea les actions de l'OTAN en Bosnie, avec l'établissement de zones d'exclusion aériennes (no-fly zones) entre 1993 et 1996 (Opération Deny Flight) et en 1995 avec des attaques aériennes contre les Serbes bosniaques (Opération Deliberate Force). Ce fut la première fois que l'USAF prit part à une action militaire en tant que mission de l'OTAN. L'USAF dirigea les forces d'attaque sous le nom de NATO Air Force (en) — par ailleurs composée essentiellement d'aéronefs de la RAF et de la Luftwaffe — avec la plus importante capacité à lancer des raids aériens sur une longue période.
En 1999, l'USAF dirigea les raids aériens de l'OTAN contre la Serbie pendant la guerre du Kosovo (Opération Allied Force).

## Depuis 2001

### Guerre contre le terrorisme

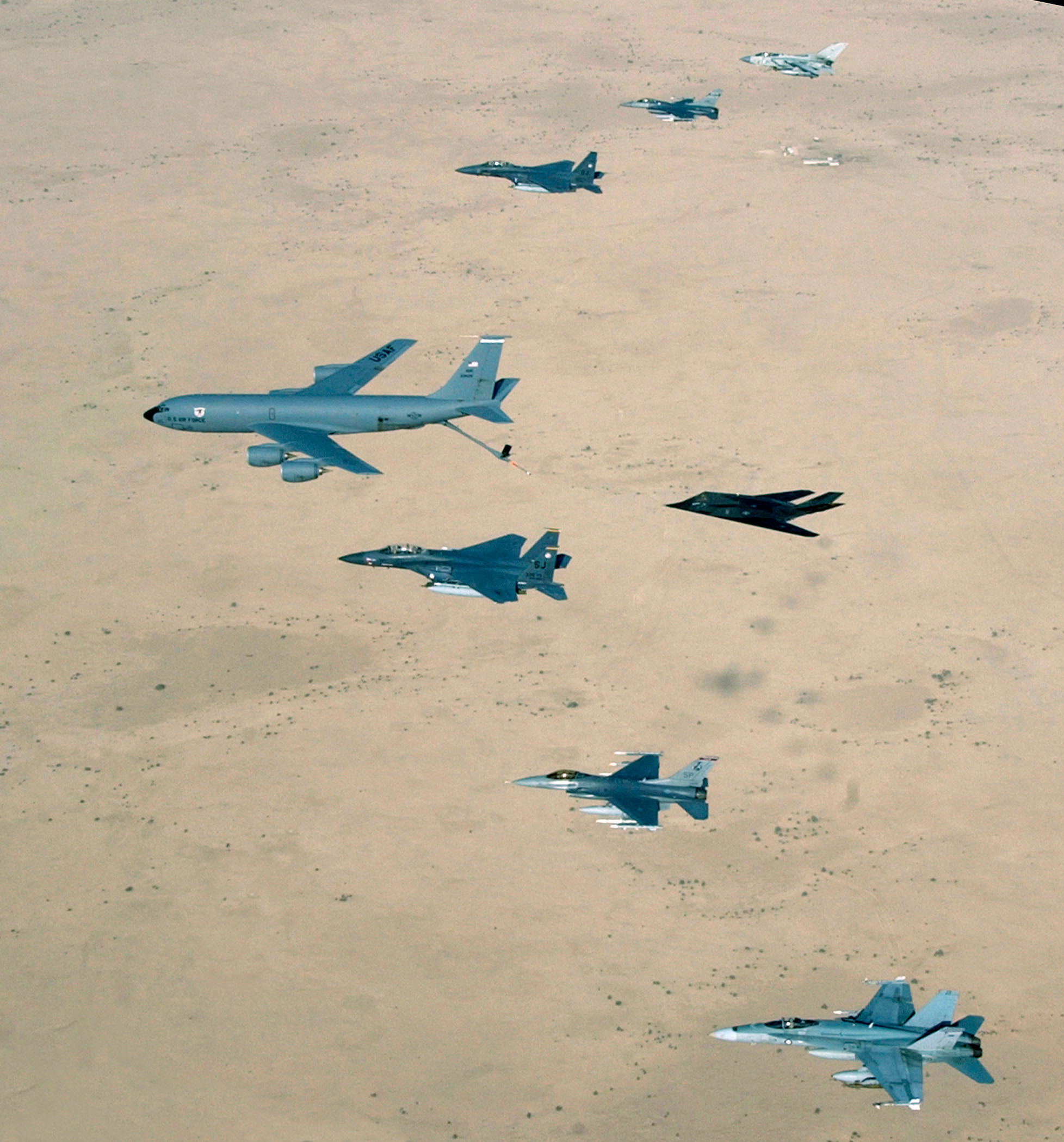
Des avions du ' et de la Coalition opérant ensemble depuis la base aérienne d'Al Oudeid, au Qatar, survolent le désert irakien, le 14 avril 2003.

En 2001, dans le cadre de la guerre contre le terrorisme (en anglais : Global War on Terror), l'USAF a été déployée contre les Talibans en Afghanistan. Décollant de la base de Diego Garcia, des bombardiers B-52 Stratofortress et B-1 Lancer ont attaqué les positions des Talibans. L'USAF a également déployé des bombes BLU-82 (surnommées « Daisy Cutter », en français : « faucheuse de paquerettes/marguerites »), larguées depuis des avions-cargos C-130 Hercules, pour la première fois depuis la fin de la guerre du Viêt Nam. Pendant ce conflit, l'USAF a pour la première fois ouvert des bases en Asie Centrale.
L'USAF a également été déployée lors de l'invasion de l'Irak en 2003 (Opération Liberté irakienne). À la suite de la défaite du régime de Saddam Hussein, elle a repris l'aéroport international de Bagdad pour en faire une base aérienne. Les avions de l'USAF sont utilisés pour apporter du soutien aux forces irakiennes et de la Coalition lors d'opérations majeures pour éliminer des centres d'activités et d'approvisionnement insurgents au nord et à l'ouest de l'Irak. Les opérations en Afghanistan et en Irak ont démontré la grande utilité des drones, parmi lesquels le plus connue étant certainement le MQ-1 Predator. 44 membres de l'USAF sont morts au cours de la guerre en Irak. L'USAF maintient un Combined Air & Space Operations Center (centre d'opérations combinées aériennes et spatiales) au Qatar pour diriger les opérations de combat aérien et celles des drones Predator,,.
En mars 2011, les chasseurs de l'USAF ont bombardé des cibles militaires en Libye, dans le cadre d'un effort international visant à contrôler l'application d'une résolution des Nations unies qui imposait une zone d'exclusion aérienne au-dessus du pays et protégeait son peuple de la guerre civile qui a éclaté lorsque son dictateur, Mouammar Kadhafi, a réprimé avec violence toutes les protestations appelant à la fin de son régime. Les protestations avaient été inspirées par les révolutions en Tunisie et en Égypte.
À l'été 2014, le président américain Barack Obama a annoncé le retour des forces américaines en Irak. L'USAF a pris la responsabilité d'un effort humanitaire significatif afin d'aider les minorités en péril. Quand la permission a été accordée plus tard à l'USAF pour procéder à des bombardements, cela a été à la condition de ne pas annoncer quels avions avaient été employés ni leurs unités d'appartenance, afin de maintenir la discrétion sur les pays ayant hébergé les unités ayant pris part aux opérations anti-terroristes.

### Années 2010

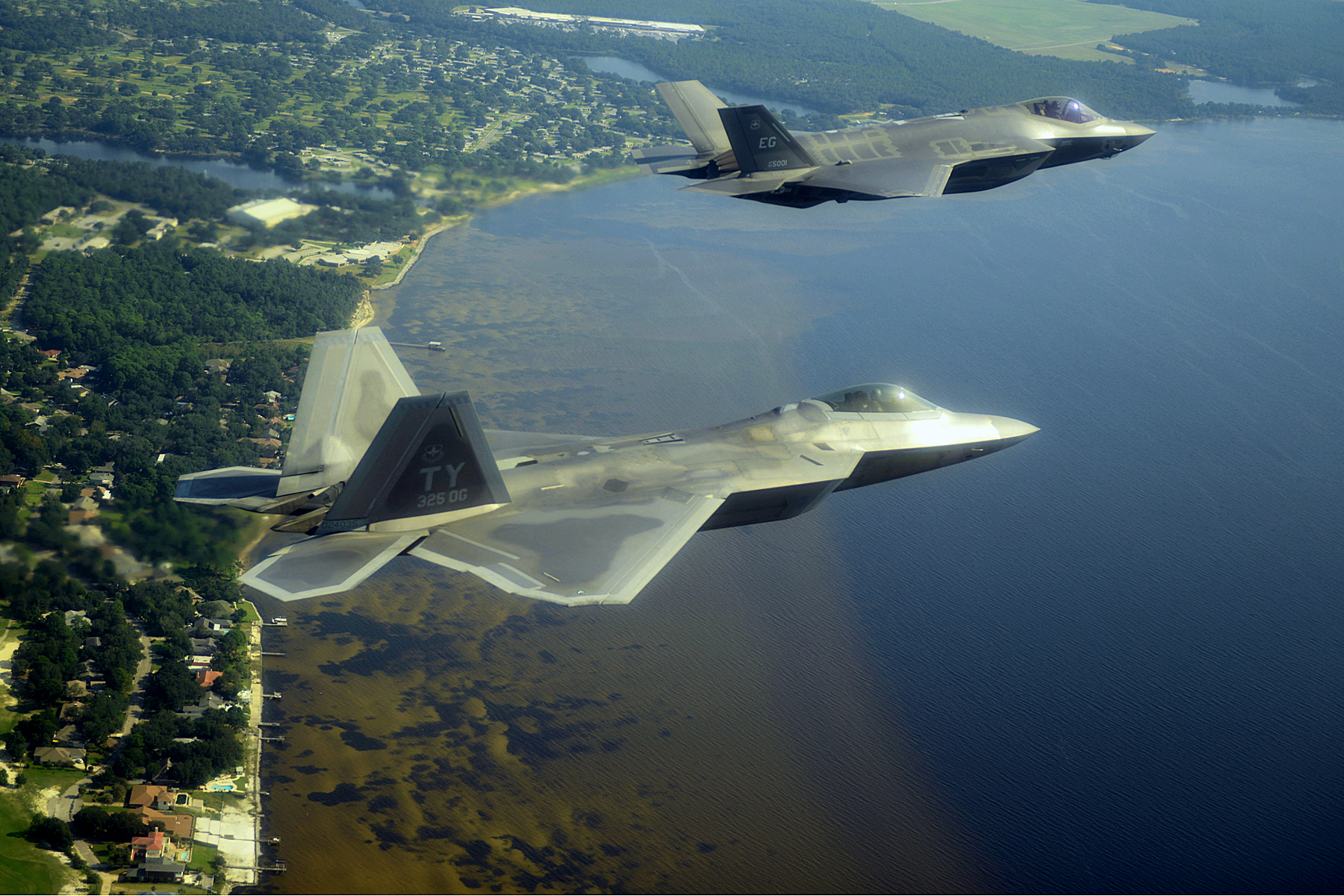
Un et un de l'USAF en vol au-dessus de l'Emerald Coast, en Floride.

De nos jours[Quand ?], la United States Air Force est la force aérienne la plus grande, le plus compétente et la plus avancée technologiquement au monde, avec environ 5 778 aéronefs pilotés en service, environ 156 drones de combat, 2 130 missiles de croisière aéroportés et 450 missiles balistiques intercontinentaux Minuteman III. L'USAF dispose de 328 439 personnes en service actif, 74 000 dans les unités de réserve sélectionnées et individuelles (Individual Ready Reserve), et 106 000 personnes dans l'Air National Guard. De plus, l'Air Force emploie 168 900 civils, incluant l'emploi indirect de personnel étranger. Toutefois, après deux décennies d'échecs à recapitaliser ses avions sous les administrations de Clinton et de George W. Bush, l'USAF possède actuellement la flotte la plus vieille depuis sa création. Les achats d'avions tactiques ont été retardées lorsque les avions de chasse de cinquième génération ont dû faire face à des retards, des dépassements de coûts et des coupes budgétaires. Les programmes devant mener au remplacement des flottes d'avions-ravitailleurs et bombardiers des années 1950 ont finalement été relancées, après toutefois de nombreuses tentatives initialement infructueuses.
Le 24 février 2011, l'USAF a annoncé l'un des plus gros contrats d'acquisition militaire dans l'histoire des États-Unis dans le cadre du programme KC-X, déclarant que le service avait choisi après plusieurs péripéties le Boeing KC-46 Pegasus pour remplacer sa flotte de ravitailleurs vieillissante pour plus de 50 milliards de dollars. Ce programme ayant toujours des retards et des problèmes en 2025.
Le 5 juin 2008, le secrétaire à la Défense des États-Unis Robert Gates a annoncé les résultats de l'enquête menée sur l'envoi par erreur de quatre sections avant Mk.12 (des ogives nucléaires placées au sommet de missiles balistiques) à Taïwan. L'enquête, menée par l'amiral Kirkland H. Donald (en), directeur de programme de propulsion nucléaire (Nuclear Propulsion Program) de l'US Navy, a permis de découvrir que l'incident des missiles de Taïwan était, selon les mots de Gates « une dégradation de l'autorité, des standards d'excellence et de la compétence technique au cœur de la force des missiles balistiques de la nation. Similaire à l'incident du transfert d'armes nucléaires de Minot-Barksdale en 2007, cet incident a pris place au sein de l'environnement de déclinaison de la concentration sur la mission stratégique et de la performance de l'Air Force ». Toujours selon Gates, l'enquête a déterminé « des similarités entre l'incident de 2007 à Minot AFB — lié à des bombardiers — et cet évènement [de Taïwan] ». Dans son rapport d'enquête, Donald a établi que les problèmes identifiés par ses recherches étaient « l'indication d'une dégradation générale dans l'intendance des armes nucléaires de l'Air Force, un problème qui avait été identifié mais pour lequel on n'avait pas trouvé de réelle solution pendant plus d'une décennie. Les incidents de transfert de Minot-Barksdale et l'erreur de livraison à Taïwan, bien que de spécificités différentes, avaient une origine commune : la dégradation progressive des standards nucléaires et un manque de supervision efficace de la part du commandement de l'US Air Force »,,.
À la suite de l'enquête, Gates a annoncé qu'un « nombre substantiel de colonels et officiers généraux de l'Air Force [avaient] été identifiés comme étant potentiellement passibles de mesures disciplinaires, allant de la perte de commandement à des lettres de réprimande » et qu'il avait accepté les démissions du secrétaire à la Force aérienne Michael Wynne et du Chief of Staff Michael Moseley,. Gates a ajouté qu'il avait demandé à James Schlesinger de diriger une équipe qui s'assurerait du contrôle des armes nucléaires « au plus haut niveau », en recommandant des améliorations sur la gestion et la mise en œuvre des armes nucléaires, de leurs vecteurs et des composants sensibles par le département de la Défense (US DoD). Les membres de cette équipe venaient du Defense Policy Board et du Defense Science Board.
En 2012, l'USAF a découvert que son investissement d'un milliard de dollars dans l'Expeditionary Combat Support System (en), un programme d'automatisation des opérations logistiques de l'USAF, « n'avait pas apporté de quelconque capacité militaire » et qu'il faudrait un autre milliard de dollars pour gagner ne serait-ce qu'un quart de la capacité prévue. La même année, l'USAF a reçu un refus du Congrès à propos d'un plan concernant la suppression de plusieurs escadrons de réserve, menant à la création de la National Commission on the Structure of the Air Force, afin de rétablir un équilibre correct entre les forces actives et celles de réserve. Elle a été suivie en 2013 par la création de la Total Force Task Force, dans une tentative de gérer les désaccords de budget entre les forces actives et celles de réserve.
En 2014, le document « America’s Air Force: A Call to the Future », discutant de la stratégie de l'USAF pour les trente années à venir, citait un besoin pour des capacités aussi bien de haut niveau que de bas niveau, et recommandait ainsi de mettre un frein à la demande constante de drones de haute technologie en faveur de la conservation de « vieux chasseurs qui ne seraient pas adaptés pour un conflit impliquant des armes plus modernes ».
Fin 2019, la United States Space Force qui devient la sixiéme branche des forces armées des États-Unis est fondée à partir du Air Force Space Command. Elle reprend les actifs spatiaux de l’USAF, de l'US Navy et l'US Army tels les bases de lancements, de surveillance radars, et les constellations de satellites.